# Лебедевка (Черкасская область)

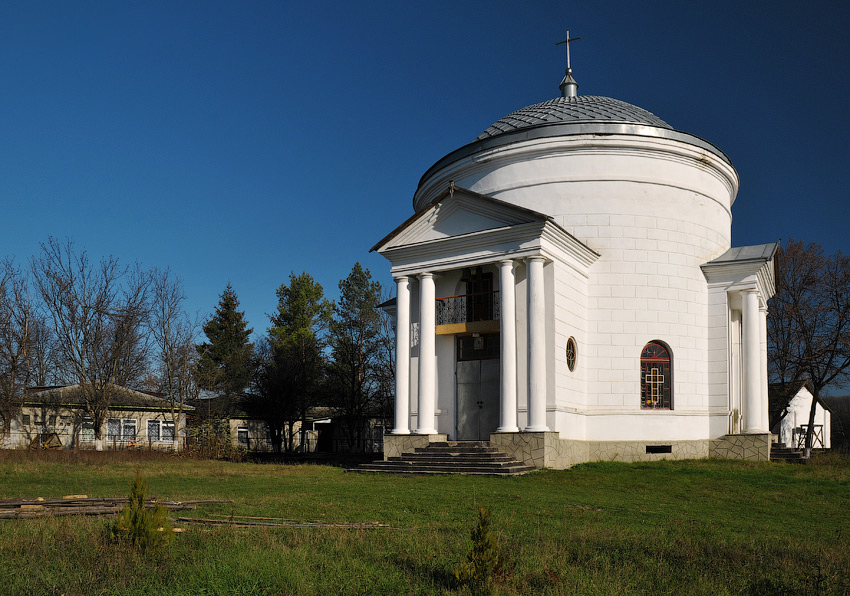
Церковь Святой Александры (1843 г.)

Лебедевка (укр. Лебедівка) — село в Каменском районе Черкасской области Украины.
Население по переписи 2001 года составляло 529 человек. Занимает площадь 2,55 км². Почтовый индекс — 20840. Телефонный код — 4732.

## Местный совет
20840, Черкасская обл., Каменский р-н, с. Лебедевка, ул. Центральная, 2